# Norbert Schiebelhut
Norbert Schiebelhut (* 25. Juli 1967 in Frankfurt am Main) ist ein ehemaliger deutscher Basketballspieler. Der 1,96 Meter große Flügelspieler spielte während seiner Karriere unter anderem für den TV Langen in der Basketball-Bundesliga.

## Laufbahn
Schiebelhut nahm 1984 und 1986 mit der deutschen Nationalmannschaft an den Junioren-Europameisterschaften teil, 1987 spielte er mit der deutschen Auswahl bei der Junioren-Weltmeisterschaft.
Auf Vereinsebene spielte er überwiegend für den TV Langen in der Basketball-Bundesliga, Mitte der 1980er Jahre unterbrochen von einer zweijährigen Zwischenstation in Berlin (1985–87). 1988 stieg er mit Langen in die zweite Liga ab, 1989 folgte der direkte Wiederaufstieg. Nach dem erneuten Abstieg 1990, ging es ein Jahr später wieder ins „Oberhaus“. In der Saison 1991/92 studierte und spielte er am Oregon Institute of Technology in den Vereinigten Staaten, kehrte dann nach Langen zurück.
Zwischen 1993 und 1995 ging Schiebelhut für den TV Lich auf Korbjagd, ehe er nach Langen zurückkehrte, wo er bis 1998 spielte. 1998 wanderte er nach Mallorca aus und spielte zum Abschluss seiner Basketballlaufbahn noch eine Saison bei Inca Mallorca. 2002 gründete er eine Firma für Unternehmensberatung.